# 潘公橋
30°52′42″N 120°07′14″E / 30.87847°N 120.120451°E
潘公橋为位于中国浙江省湖州市吴兴区龙泉街道田盛街中段、原湖州府城东北门临湖门外的一座三孔石拱橋，南北向跨放生官河（城北苕溪霅溪匯流處），乃明工部尚書、水利学家潘季馴捐银所建，故名「潘公橋」。

## 简介
该桥始建于萬曆十三年（1585），十八年（1590）竣工。清道光十九年（1839）重建時為增加泄水量，改五孔石木梁橋為三孔石拱橋。
橋長57.5米，寬6.6米，高9.5米，主孔淨跨15.5米，拱矢高8米，南北孔淨跨9.3米，拱矢高5米，拱券石採用縱聯分節並列砌筑，上下踏步各有50級。2013年5月6日被定级为全国重点文物保护单位。

## 图集
- 西侧近景，对联为“毘峰东峙，螺鬟低向镜心涌；苕水西来，龙脉远从天目注。”
- 中部题记，上为“放生官河”，下为“道光十有九年，重建潘公桥，绅商众善士立”
- 自桥上看北侧田盛街，西北有碑亭，赑屃为旧物，碑为新立
- 自桥上看南侧竹翠园小区
- 桥上道光重建时的捐银题记
- 自南侧看桥面，因行人不多，春季紫堇丛生